# Myrcia apicata
Myrcia apicata là một loài thực vật có hoa trong Họ Đào kim nương. Loài này được (C.Wright ex Griseb.) Urb. mô tả khoa học đầu tiên năm 1928.